# No1
No1 – debiutancki album solowy Marka Jackowskiego, wydany w 1994 roku. 
Zawiera 11 piosenek, w tym utwór "W życiu trzeba zawsze wolnym być" nagrany w Poznaniu z Maanamem. Reszta z muzykami sesyjnymi.

## Lista utworów
| 1.  | "Oprócz błękitnego nieba (wersja '94)"     | 3:50  |
|     |                                            |       |
| 2.  | "W życiu trzeba zawsze wolnym być"         | 4:56  |
|     |                                            |       |
| 3.  | "Niech Pani wybaczy, niech Pani pozwoli"   | 3:17  |
|     |                                            |       |
| 4.  | "Już nowy jest dzień"                      | 3:00  |
|     |                                            |       |
| 5.  | "O ludziach i o życiu"                     | 3:19  |
|     |                                            |       |
| 6.  | "Słodki uśmiech Twój"                      | 2:49  |
|     |                                            |       |
| 7.  | "Miasto, moje miasto"                      | 4:48  |
|     |                                            |       |
| 8.  | "Wakacje w słońcu"                         | 3:23  |
|     |                                            |       |
| 9.  | "Pocałunki szalone, serca gorące"          | 3:56  |
|     |                                            |       |
| 10. | "Nic nie poradzę na to, że zakochałem się" | 3:05  |
|     |                                            |       |
| 11. | "Oprócz błękitnego nieba (wersja '79)"     | 4:35  |
|     |                                            |       |
|     |                                            | 40:58 |
|     |                                            |       |

## Twórcy
- Marek Jackowski – gitary, śpiew
- Jan Benedek – gitara
- Marcin Ciempiel – gitara basowa
- Paweł Markowski – perkusja

Pozostali wykonawcy
- Ryszard Olesiński – gitara solowa (2)
- Krzysztof Olesiński – gitara basowa (2)
- Robert Brylewski – instrumenty klawiszowe (9)
- Wiesław Wilczkiewicz – gitary (11)
- Benedykt Radecki – perkusja (11)
- Marian Pawlik – gitara basowa, conga (11)
- Stefan Sendecki – instrumenty klawiszowe (11)
- Ola Chudek – chórki (5, 7)

- Muzyka i słowa: Marek Jackowski

- Muzyka i słowa w utworze 10: Weiss/H. Peretti/L. Creatore (wolny przekład Marek Jackowski)